# Gützold
Gützold je výrobce modelové železnice ze saského Zwickau.
Historie společnosti začíná rokem 1946, kdy Jan Gützold založil v Zwickau slévárnu. V roce 1948 vyrobil pro své syny modelovou železnici ze dřeva a kovu a na to nakonec malou sérii pěti úplných vlaků s rozchodem kol přibližně 32 mm. Roku 1950 vyrobil jako vánoční dárek znova pro své syny první hračku lokomotivy, tendrovou lokomotivu na střídavý proud pro tříkolejnicový provoz se skříní z hliníkových odlitků a rámů ze zinku ve velikosti H0. Tím byl založen rodinný podnik „Gützold KG“ s asi deseti zaměstnanci a s výukou učňů. Roku 1968 předal Jan Gützold vedení svému synu Berndovi.
Soukromý podnik byl v roce 1972 vyvlastněn a přejmenován na „VEB Eisenbahnmodellbau Zwickau“. O dva roky později došlo ke sloučení s několika dalšími výrobci hraček z Zwickau jako „VEB Eisenbahnmodellbau“ a Bernd Gützold již nebyl ve vedení společnosti. Podnik byl znova roku 1982 přejmenován na „VEB Plasticart Annaberg-Buchholz“ a počet zaměstnanců stoupl na 140. Výrobky se distribuovaly pod názvem PIKO.
Po politických změnách roku 1990 byl podnik zprivatizován, získal znovu název „Gützold KG“ s Berndem Gützoldem jako generálním ředitelem. Nové podmínky na trhu si vynutily úpravu počtu zaměstnanců na 35. Postupně se modernizovala výroba novými přístroji a zaváděly se nové technologie výroby. 1. června 1996 se společnost změnila na jiný typ obchodní společnosti s názvem „Gützold GmbH & Co KG“.
Vyrábí výrobky ve velikosti H0 pro stejnosměrný i střídavý proud a dále postupně rozšiřuje sortiment o modely ve velikosti TT.